# Лиситея (спутник)
Лисите́я (от др.-греч. Λυσιθέα) — спутник Юпитера, известный также как Юпитер X.

## Открытие
Была обнаружена 6 июля 1938 года в обсерватории Маунт-Вильсон американским астрономом Сетом Барнс Николсоном. В 1975 году получила официальное название в честь персонажа древнегреческой мифологии Лисифеи.

## Орбита
Лиситея совершает полный оборот вокруг Юпитера на расстоянии в среднем 11 717 000 км за 250 дней, 4 часа и 48 минут. Эксцентриситет орбиты составляет 0,11, наклон к локальной плоскости Лапласа составляет 28,3°. Принадлежит к группе Гималии.

## Физические характеристики
Диаметр Лиситеи составляет в среднем 36 км. Плотность оценивается 2,6 г/см³. Спутник состоит предположительно из преимущественно силикатных пород. Очень тёмная поверхность имеет альбедо 0,04. Звёздная величина равна 18,3m.